# Hardcore Justice (2014)
L'édition 2014 de Hardcore Justice est une manifestation de catch professionnel télédiffusée et visible pour la seconde fois en direct sur la chaine Spike TV. Habituellement, Hardcore Justice est un PPV disponible uniquement en paiement à la séance. L'événement, produit par la Total Nonstop Action Wrestling, se déroulera le 5 août 2014 et sera diffusé le 21 août 2014 au Manhattan Center à New York,. Il s'agit de la dixième édition de Hardcore Justice.

## Contexte
Les spectacles de la Total Nonstop Action Wrestling en paiement à la séance sont constitués de matchs aux résultats prédéterminés par les scénaristes de la TNA. Ces rencontres sont justifiées par des storylines - une rivalité avec un catcheur, la plupart du temps - ou par des qualifications survenues dans les émissions de la TNA telles que Impact Wrestling et Xplosion. Tous les catcheurs possèdent un gimmick, c'est-à-dire qu'ils incarnent un personnage face (gentil) ou heel (méchant), qui évolue au fil des rencontres. Un pay-per-view comme Destination X est donc un évènement tournant pour les différentes storylines en cours.

## Matchs de la soirée
| #                                                                | Match                                                                         | Stipulation                                                                                | Durée |
| ---------------------------------------------------------------- | ----------------------------------------------------------------------------- | ------------------------------------------------------------------------------------------ | ----- |
| 1                                                                | Bram bat Abyss                                                                | Hardcore Ladder match                                                                      |       |
| 2                                                                | Gail Kim (c) bat Angelina Love                                                | Last Knockout Standing match pour le TNA Women's Knockout Championship                     |       |
| 3                                                                | Samoa Joe (c) bat Low Ki                                                      | Simple match pour le TNA X Division Championship                                           |       |
| 4                                                                | Mr. Anderson bat Samuel Shaw                                                  | I Quit match                                                                               |       |
| 5                                                                | Bobby Roode et Eric Young battent Gunner, James Storm, Magnus et Austin Aries | 6-Way Steel Cage Match match pour devenir challenger au TNA World Heavyweight Championship |       |
| (c) désigne le(s) champion(s) défendant son titre dans le match. |                                                                               |                                                                                            |       |